# Ліхтенштейн на літніх Олімпійських іграх 1976
Ліхтенштейн брав участь у літніх Олімпійських іграх 1976 року в Монреалі (Канада), але не здобув жодної медалі. Країну на іграх представляли шість спортсменів (4 чоловіки та 2 жінки) у змаганнях з легкої атлетики та дзюдо.

## Легка атлетика
Спортсменів — 3
Чоловіки
| Спортсмен     | Вид   | Забіг     | Забіг | Півфінал   | Півфінал   | Фінал      | Фінал      |
| Спортсмен     | Вид   | Результат | Місце | Результат  | Місце      | Результат  | Місце      |
| ------------- | ----- | --------- | ----- | ---------- | ---------- | ---------- | ---------- |
| Гюнтер Гаслер | 800м  | 1.48,83   | 5     | Не пройшов | Не пройшов | Не пройшов | Не пройшов |
| Гюнтер Гаслер | 1500м | 3.39,34   | 7     | Не пройшов | Не пройшов | Не пройшов | Не пройшов |

Жінки
| Спортсмен    | Вид  | Забіг     | Забіг | Чвертьфінал | Чвертьфінал | Півфінал   | Півфінал   | Фінал      | Фінал      |
| Спортсмен    | Вид  | Результат | Місце | Результат   | Місце       | Результат  | Місце      | Результат  | Місце      |
| ------------ | ---- | --------- | ----- | ----------- | ----------- | ---------- | ---------- | ---------- | ---------- |
| Хелен Ріттер | 200м | 46,15     | 7     | Не пройшла  | Не пройшла  | Не пройшла | Не пройшла | Не пройшла | Не пройшла |
| Хелен Ріттер | 400м | 58,52     | 6     | Не пройшла  | Не пройшла  | Не пройшла | Не пройшла | Не пройшла | Не пройшла |
| Марія Ріттер | 800м | 2.14,39   | 7     | Не пройшла  | Не пройшла  | Не пройшла | Не пройшла | Не пройшла | Не пройшла |

## Дзюдо
Спортсменів − 3
| Спортсмен        | Вагова категорія | Результат |
| ---------------- | ---------------- | --------- |
| Пауль Бюхель     |                  |           |
| Фріц Кайзер      |                  |           |
| Ганс Якоб Шедлер |                  |           |